# Niko Mikkola (ur. 1996)
Niko Mikkola (ur. 27 kwietnia 1996 w Kiiminki) – fiński hokeista, reprezentant Finlandii.

## Kariera
- Kärpät U16 (2010-2012)
- KalPa U17 (2012-2013)
- KalPa U18 (2012-2014)
- KalPa U20 (2014-2016)
- KalPa (2014-2017)
  -  Hokki (201472015)
- Tappara (2017-2018)
- San Antonio Rampage (2018-2020)
- St. Louis Blues (2020-2023)
- New York Rangers (2023-)

Wychowanek klubu KKP w rodzinnym mieście. Rozwijał karierę w drużynach juniorskich klubów: Oulun Kärpät do 2012, i Kalevan Pallo od 2012. W barwach tego klubu grał w seniorskiej Liidze od edycji 2014/2015 przez trzy kolejne sezony. W międzyczasie w lutym 2015 został wypożyczony do Hokki w drugiej lidze Mestis, a wkrótce potem w NHL Entry Draft 2015 został wybrany przez amerykański klub St. Louis Blues. W maju 2017 przeszedł z KalPa do Tappara Tampere. W maju 2018 podpisał kontrakt wstępujący z St. Louis Blues. W pierwszych dwóch sezonach w Ameryce grał w zespole farmerskim, San Antonio Rampage w lidze AHL, a w NHL wystąpił tylko w pięciu meczach w styczniu 2020. W tym miesiącu przedłużył umowę z SLB o dwa lata. Od edycji NHL (2020/2021) grał tylko w barwach St. Louis Blues. W lutym 2023 został przetransferowany do New York Rangers.
Uczestniczył w turniejach mistrzostw świata juniorów do lat 20 edycji 2016, seniorskich mistrzostw świata edycji 2019.

## Sukcesy
Reprezentacyjne
- Złoty medal mistrzostw świata juniorów do lat 20: 2016
- Złoty medal mistrzostw świata: 2019

Klubowe
- Brązowy medal Mestis: 2015 z Hokki
- Brązowy medal U20 SM-liiga: 2016 z KalPa U20
- Srebrny medal mistrzostw Finlandii: 2017 z KalPa, 2018 z Tappara

Indywidualne
- Liiga (2017/2018):
  - Pierwsze miejsce w klasyfikacji +/- wśród obrońców w fazie play-off: +9
- Mistrzostwa Świata w Hokeju na Lodzie 2019 (elita):
  - Jeden z trzech najlepszych zawodników reprezentacji w turnieju